# Norma jurídica
La norma jurídica és una ordenació del comportament humà dictat per l'autoritat competent d'acord amb un criteri de valor i el seu incompliment comporta una sanció. Generalment, imposa deures i confereix drets.
Es diferencia d'altres normes de conducta en el seu caràcter heterònom (imposat per un altre), bilateral (enfront al subjecte obligat a complir la norma, existeix una altra facultat per exigir el seu compliment), coercible (exigible mitjançant sancions tangibles) i extern (importa el compliment de la norma; no estar-ne convençut).
Finalment, cal destacar que l'anomenat dret natural considera que aquestes normes comportarien la consciència d'un bé comú, un estàndard ètic. Però això seria discutible perquè, si acceptem aquesta premissa, no es podria comprendre el dret romà, que preveia l'esclavitud, com un conjunt de normes jurídiques, i mancaria de sentit l'estudi d'aquest dret als països de dret continental, així com l'estudi de qualsevol altre ordenament jurídic que tingui normes injustes.
Per a alguns, les normes jurídiques es diferencien de les regles del dret, en què les primeres tenen una intenció prescriptiva, mentre que les regles tenen un caràcter descriptiu. Fins i tot d'aquesta manera podríem estar presents davant d'un mateix text.
A més, el terme està molt relacionat amb el de dret. A aquest últim concepte li podem atribuir diferents sentits, essent un dels més recurrents el d'ordenament jurídic o sistemes de normes jurídiques.
La relació entre l'ordenament jurídic i la norma és el del tot per la part. És de caràcter quantitatiu. L'ordenament jurídic estaria constituït pel conjunt de les normes jurídiques, estructurades dins un sistema global.
Sovint es confon el concepte de norma jurídica amb el de llei o legislació. Però la llei és un tipus de norma jurídica, tot i que no totes les normes són lleis, ja que també són normes jurídiques els reglaments, les ordres ministerials, els decrets i, en general, qualsevol acte administratiu que comporti obligacions i drets. S'ha d'afegir que constitueixen normes jurídiques les que deriven de les actes i els contractes entre particulars o entre aquests i els òrgans estatals quan actuen com a particulars, sota les prescripcions del dret privat.2019
Últimament en l'elaboració de normes, s'escriuen llistes dels principis inspiradores de la norma.

## Característiques de la norma jurídica
- Generalitat: està dirigida, influeix o regeix totes les persones que en un moment donat són regides per les normes.
- Abstracció: operen sobre el supòsit d'un fet abstracte no específic, aïllat de la concreció d'experiències o persones particulars, quedant només l'essència, creant-ne així els conceptes jurídics. Grau d'abstracció:
  - Inferior: casos concrets de la vida.
  - Més elevat: partint de diversos conceptes de primer grau, i arribant al que n'és essencial, es forma un concepte més abstracte i comú a tots ells, i s'arriba a un concepte més abstracte i general.
- #Extensió: nombre de casos i subjectes compresos en el supòsit del fet.
- #Comprensió: nombre de dades que formen el supòsit del fet.
- Legitimitat: referint-se a la veracitat, genuïnitat i certesa del fet. Hi ha legitimitat Formal i Material.
  - Formal: quan una norma és legítima per la seva font, és a dir, que sigui dictada en conformitat al procediment prèviament establert.
  - Material: quan la norma és legítima pel seu contingut, és a dir, que va dirigida a aconseguir el bé comú.
- Imperativitat: la norma jurídica imposa deures jurídics o prohibicions, el dret és autàrquic i estableix les conseqüències jurídiques per la seva transgressió.

## Estructura lògica de la norma jurídica
1. Supòsit de Fet: requisits establerts a la norma on de la seva realització en depenen la producció d'efectes jurídics.
2. Deure ésser: és el lligam lògic entre el supòsit de fet i la conseqüència jurídica.
3. Conseqüència Jurídica: conté els efectes jurídics, derivats de la valoració que ha fet el legislador davant d'altres supòsits jurídics continguts al supòsit de fet de la norma.

## La doble estructura de norma jurídica
- Si no és A, ha de ser B.
- Si no és B, ha de ser C.
- Si no és supòsit de fet, ha de ser conseqüència jurídica.
- Si no és conseqüència jurídica, ha de ser sanció.

## Elements de la conseqüència jurídica
- Subjecte actiu.
- Subjecte passiu.
- Relació entre el subjecte actiu i el subjecte passiu.
- Dret subjectiu – obligació.
- Objecte.

## Tipus de supòsit de fet
- Simple: un sol requisit.
- Complex: independents i dependents.
  - Independents: són les dades que no són necessàries perquè es produeixi la conseqüència jurídica.
  - Dependents: simultanis i successius.
    - Simultanis: quan es donen alhora tots els fets perquè s'iniciï la conseqüència jurídica.
    - Successius: quan es produeixen alguns fets i concorren noves dades per produir-ne de nous ja previstos.

## Classificacions
Herbert Lionel Adolphus Hart assenyalava que el dretestà format per altres sistemes de normes: normes primàries i normes secundàries a diferència d'altres sistemes normatius.
- Normes primàries: són les normes de conducta, les normes de comportament i que qualifiquen com a prohibit, permès i obligatori.
- Normes secundàries: són les normes que no tenen per a objectiu crear obligacions sinó atribuir poders o facultats.

Anteriorment, han existit societats arcaiques que només van tenir normes primàries. Per Hart el dret de les societats desenvolupades compta amb aquests dos tipus de norma.
Les normes secundàries s'introdueixen per posar remei als defectes que pateix o que té un sistema de dret on només hi ha normes primàries. Aquests defectes serien: la falta de certesa, que s'arranja amb les normes de reconeixement. Un altre defecte seria la immobilitat que s'agilitza amb la norma de canvi. També hi ha el defecte de la ineficàcia que es vol superar mitjançant les normes d'adjudicació.
Mentre que les normes primàries imposen deures i creen obligacions, les secundàries poden ser públiques o privades.
- Normes de reconeixement: són aquelles que ens permeten identificar les normes de l'ordenament jurídic i podem diferenciar-les de les normes que no pertanyen a aquest ordenament. Això es recull habitualment als codis civils.
- Normes de canvi: són aquelles normes que ens indiquen com es pot derogar del tot o parcialment les normes de l'ordenament jurídic. Ens diuen també com es poden modificar i com es poden introduir noves normes. Són les anomenades normes sobre la producció de normes. Alhora, aquestes normes determinen qui pot fer aquests canvis.
- Normes d'adjudicació o d'aplicació: són aquelles lleis penals i processals. Són les normes que estableixen quins òrgans han de decidir si s'ha infringit o no una norma primària i el conjunt de les conseqüències jurídiques desfavorables.